# Ire Aderinokun
Ire Aderinokun és una desenvolupadora de programari informàtic. És la primera dona experta en Google de Nigèria.

## Primera vida i educació
Ire prové de l'estat d'Ogun, a Nigèria. Nasqué en la família de Tayo i Olunfunlola Aderinokun.
Després dels estudis secundaris a Nigèria, obtingué una selectivitat en psicologia experimental de la Universitat de Bristol. Tot i això els seus interessos per l'informàtica l'han portat a seguir un curs de disseny a Codeacademy.
Ire és autodidacta. Ha creat el seu primer lloc web amb 13 anys com a website de fans per a Neopets, en què havia aprés els seus primers codis HTML de base. Ire és també l'autora del blog anomenat bitsofcode, en què presenta astúcies sobre codis a altres desenvolupadors. Inicià el blog el 2015.

## Carrera
Ire és una experta desenvolupadora de Google, especialitzada en tecnologies frontals de base HTML, CSS i Javascript. Ire és també autora de techcabal.
Organitza Frontstack, una conferència per a l'enginyeria frontal a Nigèria i ha emés un petit programa de borses per a apadrinar dones nigerianes. És cofundadora de BuyCoins, un intercanvi de criptomoneda per a Àfrica.
Ire Aderinokun és membre fundadora de Feminist Coalició, un grup de xiques nigerianes amb l'objectiu de promoure la igualtat de les dones a Nigèria.